# 0.0.0.0
IPv4 주소 0.0.0.0은 여러 용도로 사용이 가능하다.

## 공식 표준 의미와 용도
전 세계적으로 IP 주소를 할당하는 IANA는 단일 IP 주소 0.0.0.0을 RFC 1122 섹션 3.2.1.3에 할당했다. 여기서 명명된 이름은 "이 네트워크의 이 호스트"(This host on this network)이다.
RFC 1122는 표기법 {0,0}을 사용하여 0.0.0.0을 지시한다. 이를 통해 이것이 IPv4 내 도착 주소로 간주되는 것을 금지하며 특정 조건에서 출발지 주소로서만 허용한다.
호스트는 아직 주소 할당이 되지 않았을 때 0.0.0.0을 IP 내 자신의 출발지 주소로서 사용할 수 있다.(예: DHCP를 사용하여 초기 DHCPDISCOVER 패킷을 보낼 때)

## 내부 운영체제 특화 용도
일부 운영체제는 이 주소에 특별한 내부적 의미를 사용한다. 이것을 사용하면 0.0.0.0을 포함한 IPv4 패킷을 발생시키지 않으며, 해당 이유로 RFC 1122의 조건을 준수할 필요가 없다. 의미는 운영체제간에 통일되어 있지 않다.
윈도우와 리눅스의 경우 출발지 IP로서 호스트의 IP 주소를 선택할 때 프로그램은 INADDR_ANY(0.0.0.0)을 규정할 수 있다.
리눅스에서 프로그램은 현재의 주소(이른바 localhost)로 연결할 원격 주소로서 0.0.0.0을 규정할 수 있다.

## IPv6
IPv6에서 모든 0값의 주소가 보통 ::(2개의 콜론)으로 표현되며 이는 0000:0000:0000:0000:0000:0000:0000:0000을 짧게 표기한 것이다. IPv6에서도 마찬가지로 IPv4의 0.0.0.0과 동일한 목적의 역할을 한다.

## 같이 보기
- localhost